# Енхбатин Амартувшин
Енхбатин Амартувшин (23 березня 1986, Сухе-Батор, Монгольська Народна Республіка) — монгольський оперний співак (баритон).
Закінчив Державний університет культури і мистецтв (Улан-Батор) у 2009 році. Заслужений артист Монголії.